# Rødven stavkirke
Kościół klepkowy w Rødven (Rødven stavkirke) – kościół klepkowy (słupowy), znajdujący się w norweskiej miejscowości Rødven, w gminie Rauma, w regionie Møre og Romsdal.
Jest świątynią jednonawową, której najstarsze fragmenty pochodzą z końca XII wieku. W skład wyposażenia wnętrza wchodzi zdobiony ornamentalnie krucyfiks datowany na połowę XIII wieku. Prawdopodobnie należał do pierwotnego wystroju kościoła. Wewnątrz świątyni znajduje się również bogato zdobiona ambona pochodząca z 1712 roku. Nawa świątyni w obecnym kształcie została wzniesiona w XIV wieku. Podczas prac archeologicznych przeprowadzonych w latach 1962 - 1963 odnaleziono pozostałości słupów, które prawdopodobnie stanowiły elementy wcześniejszego kościoła stojącego w tym samym miejscu.